# Cleidopus gloriamaris
Cleidopus gloriamaris är en fiskart, ensam i sitt släkte. Dess namn kommer från latinets gloria och maris, betydande havets prakt. Fisken bebor olika kustvatten i Australien i rev och hamnar mellan sex och 200 meter. Den blir runt 22 centimeter lång.

## Distribution och lisvsmiljö
Ananasfisken lever i kustvattnen utanför Queensland, New South Wales och Western Australia i Australien. Den lever på 6-200 m djup vid rev och hamnar.

## Beskrivning
Ananasfisken kan uppnå 22 cm längd i vuxen ålder. Den har en klumpig, avrundad kropp som är täckt av grova fjäll med skarpa, bakåtriktade taggar. Det stora huvudet är skyddat av hårda ryggar och ben. Den breda munnen döljs delvis av en framträdande nos. Tänderna är små och tunna. I ytterkanterna av den nedre käken finns två gropar av självlysande bakterier som endast är synliga då munnen öppnas. Fisken har inledningsvis grön färg som övergår till rödare färg ju äldre den blir. Den första styva ryggfenan består av 5-7 starka taggar. Denna fena har inget membran mellan taggarna och taggarna pekar alternerande åt höger och vänster. Den andra ryggfenan är en mjuk ryggfena som består av 12 mjuka spröt. Varje bukfena innefattar en stor tagg som är nästan lika lång som fiskens huvud och 3-4 andra mjuka spröt. Bukfenan kan låsas vinkelrätt ut från kroppen. Anal- och bröstfenorna är mjuka fenor som innefattar respektive 11-12 eller 14-15 mjuka spröt.
Ananasfiskens fjäll är gul- eller vitaktiga med svarta bakkanter och det ananasliknande mönster som formas har givit fisken dess engelska namn "pineapple fish" (svenska: "ananasfisk"). Delar av käkarna, som läppar och hake, är svarta. Vissa forskare vill placera fisken inom samma grupp som släktet Monocentris. Cleidopus avviker från Monocentris genom att den har ett smalt preorbitalt ben och placeringen av dess lätta organ som hos Monocentris är beläget nära det lägre käkpartiets spets. Denna art avviker också från den japanska ananasfisken (Monocentris japonica) genom att ha en mera avrundad nos.

## Biologi och ekologi
På grund av sina små fenor och sitt styva fjällpansar är fisken en dålig simmare. Den är en nattaktiv fisk och kan återfinnas i grottor och under klipputsprång under dagen. En grupp fiskar har observerats under samma klipputskott under 7 års tid och en annan grupp under ett annat klipputskott under 3 års tid. Under den nattaktiva tiden beger sig fisken ut till sandbäddar för att äta. Den använder sig av de självlysande organen för att finna små räkor. Forskare tror även att dessa organ kan användas för att kommunicera med sina artfränder. Ljuset produceras av bakterien Vibrio fischeri i fiskens fotoforer (lysorgan). V. fischeri förekommer även frittlevande i oceanerna och kan avlägsna sig fritt från ananasfiskens lysorgan. Bakterien förlorar dock sin självlysande förmåga inom några timmar efter att den avlägsnat sig från fisken. Ananasfisken kan leva upp till 10 år i fångenskap.

## Förhållande till människor
Ananasfisken är relativt vanligt förekommande i djupa vatten, men på grund av dess dagsskygga natur så var den endast genom exemplar som kastats upp på stränder vid storm som den var känd för människan. Idag fångas den ibland av trålare och fisken är även en populär saltvattenakvariefisk. Fisken är relativt tålig men måste erbjudas steniga gömslen och levande föda.